# Cathilaria certa
Cathilaria certa är en stekelart som beskrevs av Zerova 1999. Cathilaria certa ingår i släktet Cathilaria och familjen kragglanssteklar. Inga underarter finns listade.